# Piper aduncum
```

```

Piper aduncum тропска је скривеносеменица из рода Piperа, односно из породице Piperaceae. Познат је и као матико бибер (шп. matico и усколисни бибер.  
Према легенди биљку је случајно открио један рањени шпански војник по имену Матико пошто су му припадници неког локалног домородачког племена причали о лековитим својствима ове биљке код заустављања крварења. Од тада ова врсте бибера се зове матико и војникова биљка (шп. hierba del soldado). Биномијалну номенклатуру врсте одредио је Карл фон Лине 1753. године. 

## Ареал
Матико као врста има широк ареал распорстрањености и расте на широком поручју Средње и Јужне Америке до висина од 3.000 метара. Пореклом је из прашума јужног Мексика и Кариба. Данас је присутан на целом панамеричком континенту и може се наћи све од јужне Флориде на северу па до Аргентине на југу. Данас се узгаја у тропским деловима Азије, у Полинезији и Меланезији. 

## Опис таксона
Матико је тропско вечнозелено жбунасто дрво висине 6 до 7 метара. Листови су светлозелени и глатки, доста уски и дугачки и имају облик копља. Дужина листова је од 12 до 20 цм, док је ширина знатно мања, 5−8 цм. Као и код свих бибера и код матика се плод формира из клипасте цвасти, а плодови су ситне коштунице. 
Зрели плодови се често користе као замена за црни бибер, а често се мешају са какаом коме дају специфичну арому.
Ван свог азтохтоног ареала понаша се као инвазивна врста и потпуно исцрпљује земљиште. Његово дрво је неупотребљиво у индустријске сврхе. 

## Традиционална медицина
Многобројна локална племена која живе у прашумама Амазоније користе матико као антисептик. У перуанској традиционалној медицини користи се за заустављање крварења и код лечења чира на дванаестопалачном цреву. У европској традиционалној медицини користио се за лечење уринарних инфекција и код обољења полних органа.
- Листови матика
- Изглед биљке
- Лист и цваст